# Kein schöner Land (ARD)
Kein schöner Land war eine von der ARD von 1989 bis 2007 im Abendprogramm ausgestrahlte musikalische Unterhaltungssendung mit dem Untertitel Lieder, Landschaften, Musikanten. Der produzierende Sender war der Saarländische Rundfunk.

## Konzeption
In jeder der 45-minütigen Sendungen wurde eine Region, eine Stadt oder eine Reiseroute in Deutschland oder Europa vorgestellt. Dabei wurden Themen zu Landschaft, Kultur, Handwerk, Brauchtum und Küche angeschnitten. Hauptinhalt aber war die Präsentation von Musiktiteln an Originalschauplätzen der Region. Diese wurden häufig von örtlichen Künstlern oder Ensembles vorgetragen. Hier sollte wohl an den Titel der Sendung angeknüpft werden, der dem bekannten Volkslied entlehnt wurde, in welchem das eigene Land als das schönste besungen wird. Das musikalische Gesamtspektrum war aber breiter angelegt und reichte vom Volkslied bis zur populären Klassik, wobei auch überregional bekannte Künstler auftraten.
Moderator der vom SR-Unterhaltungschef Hans-Bernhard Theopold kreierten Sendung war Kammersänger Günter Wewel, der auch regelmäßig selbst Lieder vortrug. Seine Ehefrau war in vielen Sendungen unter den Zuschauern oder in Nebenrollen zu sehen, ohne dass darauf hingewiesen wurde.
Die Sendung hatte aber auch den Effekt der Tourismuswerbung, was nicht zuletzt darin zum Ausdruck kam, dass jeweils im Abspann den Tourismusorganisationen der Regionen gedankt wurde.

## Sendetermine, Medien
Die ARD startete zunächst mit einer Sendefolge donnerstags nach 21.00 Uhr. Dann kam die Sendung einmal im Monat montags um 20.15 Uhr und ab 2003 nur noch im Sommer um diese Zeit. Bereits 2007 begannen die 3. Programme der ARD mit der Ausstrahlung von Wiederholungen, was bis heute anhält. Dabei tun sich besonders der Hessische Rundfunk und der Südwestrundfunk hervor.
Zahlreiche der weit über 100 Sendungen wurden auch auf VHS und DVD angeboten.

## Aufzeichnungsorte
Den folgenden Städten, Regionen und Routen waren Sendungen gewidmet:
(Auflistung alphabetisch. Kein Anspruch auf Vollständigkeit. Quellen: Sendetermine und DVD-Angebote)
- Aachen und die Nordeifel
- Allgäu
- Amsterdam
- Andalusien – Von Gibraltar nach Jerez
- Appenzeller Land
- Bamberg
- Bayerischer Wald
- Berchtesgadener Land
- Bergisches Land
- Berlin
- Berner Oberland
- Bodensee – Lindau bis Mainau
- Bodensee – Mainau bis Stein am Rhein
- Braunschweig und Wolfenbüttel
- Bregenz und der Bregenzer Wald
- Bremen und Bremerhaven
- Budapest
- Burgenland
- Capri
- Chiemgauer Alpen
- Chiemsee
- Chur und Graubünden
- Coburg, Thüringen und Harz
- Davos, Klosters, Prättigau
- Dresden
- Eisenach, Erfurt, Weimar
- Elsass
- Engadin
- Erzgebirge (Weihnachten)
- Flensburger Förde
- Florenz
- Fränkische Schweiz
- Gardasee
- Gran Canaria
- Hamburg
- Harz
- Heidelberg
- Hohe Tauern (Winter)
- Innsbruck
- Kaiserstuhl
- Kärnten
- Kärntner Oberland
- Kleinwalsertal und Landkreis Oberallgäu
- Köln
- Konstanz
- Korfu
- Kufstein und der Wilde Kaiser
- Lanzarote
- Leipzig
- Lübeck und die Holsteinische Schweiz
- Lüneburger Heide
- Luxemburg
- Luzern und der Vierwaldstättersee
- Mallorca
- Malta
- Mark Brandenburg
- Matterhorn (Winter)
- Meran und Vinschgau
- Montafon (Weihnachten)
- Mosel von Trier bis Cochem
- München
- Münsterland
- Neapel, Ischia, Capri
- Nord- und Ostsee
- Nordseeküste
- Nürnberg
- Oberlausitz
- Odenwald
- Osnabrücker Land
- Osttirol
- Paris
- Pfalz – Deutsche Weinstraße
- Potsdam
- Prag
- Regensburg und Umgebung
- Rheingau
- Rom und der Vatikan
- Romantischer Rhein
- Rostock und die Küste
- Rügen und Stralsund
- Saarland
- Salzburger Land
- Salzburger Land (Bauernherbst)
- Salzburger Land (Weihnachten)
- Sauerland
- St. Moritz
- Schwabenland
- Schwäbische Alb
- Schwarzwald
- Steiermark
- Südtirol – Bozen und der Süden
- Südtiroler Dolomiten
- Sylt, Husum und die Halligen
- Tegernsee
- Teneriffa
- Tessin

- Thermenregion Österreich, Ungarn, Slowenien
- Thüringer Wald
- Trentiner Alpen
- Trentino
- Ulm und um Ulm
- Veltlin (Weihnachten)
- Venedig
- Vom Frankenwald nach Neuburg/Donau
- Vom Reschensee zum Ortler (Winter)
- Vom Steigerwald in den Chiemgau
- Von der Saar ins Lipper Land
- Von Frankfurt in den Taunus
- Von Freiburg nach Straßburg
- Von Granada nach Sevilla
- Von Greifswald nach Usedom
- Von Hamburg nach Helgoland
- Von Schwerin nach Wismar
- Von Passau nach Budapest
- Von Villach an den Millstätter See
- Von Weimar nach Merseburg
- Von Wismar nach Bremen
- Warum ist es am Rhein so schön?
- Weihnachten an der Küste (Eiderstedt)
- Weihnachten in den Bergen (Kärnten und Salzburg)
- Weihnachten in Deutschland
- Weinland Franken
- Weserbergland
- Westfälisches Ruhrgebiet
- Wien
- Wörthersee
- Würzburg
- Zillertal
- Zugspitze
- Zwischen Oder und Spree
- Zwischen Rhein und Ruhr